# Nightmare Honeymoon
Pour plus de détails, voir Fiche technique et Distribution.
Nightmare Honeymoon est un film américain réalisé par Elliot Silverstein, sorti en 1974.

## Fiche technique
- Titre : Nightmare Honeymoon
- Réalisation : Elliot Silverstein
- Scénario : S. Lee Pogostin d'après le livre de Lawrence Block
- Photographie : Harry Stradling Jr.
- Montage : Fredric Steinkamp
- Musique : Elmer Bernstein
- Société de production : Metro-Goldwyn-Mayer
- Sociétés de distribution : Metro-Goldwyn-Mayer, United Artists
- Pays de production :  États-Unis
- Format : Couleurs (Metrocolor) — 35 mm — 1,85:1 — Son : Mono
- Genre : Film dramatique,  Film policier, Film d'horreur
- Durée : 95 minutes
- Dates de sortie :
  - Allemagne de l'Ouest : 19 juillet 1974
  - États-Unis : 20 septembre 1974
  - Canada : 29 novembre 1974

## Distribution
- Dack Rambo : David Webb
- Rebecca Dianna Smith : Jill Binghamton Webb
- John Beck : Lee
- Pat Hingle : Mr. Binghamton
- Roy Jenson : Sandy
- David Huddleston : Pete Carroll aka Barnett
- Jay Robinson : Ruskin
- Dennis Patrick : John Kenmore
- Jim Boles : Uncle Everett
- Dennis Burkley : Bubba
- Patrick Cranshaw : Old Bail Boy
- Angela Clarke : Lady in the Park
- Jack Perkins : Carl
- Bob Steele : Charlie
- Richard O'Brien : Sheriff
- Walter Koenig : Deputy Sheriff